# Pozzaglio ed Uniti
Pozzaglio ed Uniti ist eine norditalienische Gemeinde (comune) mit 1429 Einwohnern (Stand 31. Dezember 2023) in der Provinz Cremona in der Lombardei. Die Gemeinde liegt etwa sieben Kilometer nordnordöstlich von Cremona.

## Verkehr
Durch die Gemeinde führt die Strada Statale 45 bis Gardesana Occidentale von Cremona nach Trient.